# Соданкюля (аэропорт)
Соданкюля — аэродром, расположен в Соданкюля, Финляндия, на севере страны. Имеет одну посадочную полосу длиной 1 500 м, оснащённую сигнальными огнями. Сведений об аэровокзале, общественном транспорте, использовании аэродрома общедоступные источники не содержат.